# Pont de Bezons
Pour les articles homonymes, voir Bezons (homonymie).
Pour le roman, voir Le Pont de Bezons.
Le pont de Bezons, dans sa plus récente version construite en béton armé dans les années 1950, est un pont routier (RD392) / (RD992) et ferroviaire (ligne 2 du tramway d'Île-de-France) d'Île-de-France ; il traverse la Seine entre, d'un côté Nanterre et Colombes dans les Hauts-de-Seine en rive gauche et de l'autre côté Bezons dans le Val-d'Oise, en rive droite.
Le pont donne son nom à la station Pont de Bezons toute proche, terminus nord de la ligne 2 du tramway. Ce terminus se situe sur la rive droite de la Seine, le pont étant traversé en son centre par les voies du tramway venant de la porte de Versailles où se trouve son terminus sud.
Les trottoirs et pistes cyclables sont des passerelles métalliques accolées au pont et mises en place en 2009 à l'occasion de l'arrivée de la ligne 2 du tramway, de manière à maintenir le nombre de voies pour les automobiles. Lors d'un comptage effectué en 2007 au moyen de compteurs à tubes, le trafic moyen journalier annuel s'élevait à 70 973 véhicules.

## Historique

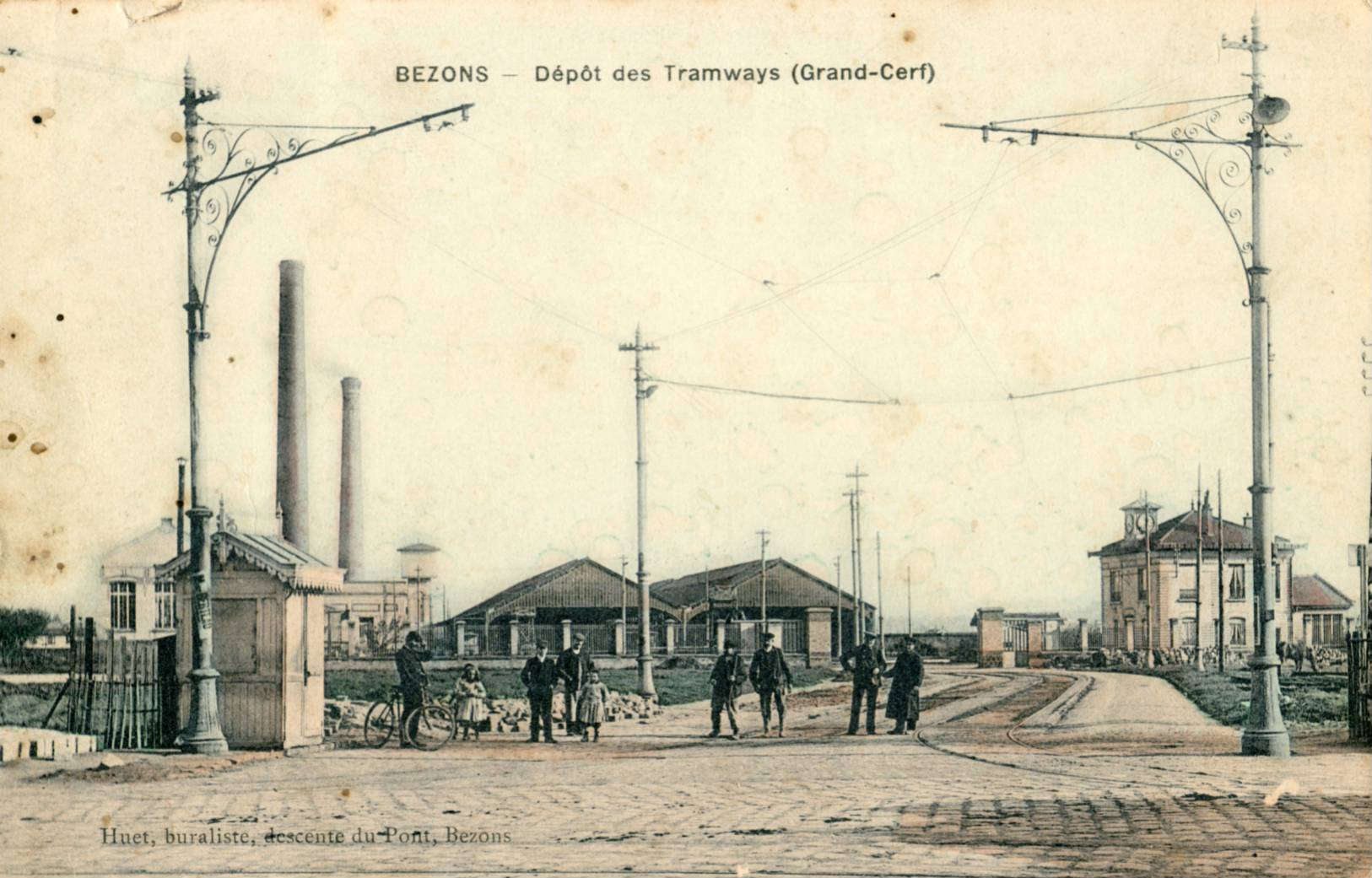
Dépôt des tramways à Bezons-Grand-Cerf vers 1900 au-delà du pont de Bezons.

La première version du pont de Bezons, en bois, fut inaugurée en 1811 par Napoléon Ier sous le Premier Empire, en remplacement d'un bac. Les troupes françaises le brûlèrent le 28 juin 1815, au terme des Cent-Jours, pour empêcher l’ennemi d’approcher de la capitale. Il fut à nouveau détruit en 1870 lors de la guerre franco-allemande, en 1940 et en 1944 en conséquence de la Seconde Guerre mondiale.
Au début du XXe siècle, le pont accueille la ligne 62 du tramway parisien allant de la porte de Neuilly à Maisons-Laffitte ainsi que la ligne 63 entre la porte de Champerret et Bezons-Grand-Cerf.
Le pont de Bezons actuellement en place est construit en 1953. Les trottoirs et voies cyclables ont été accolées au pont en 2009. Le tramway, passant en son centre depuis 2012, relie la porte de Versailles au pont de Bezons sur la rive droite de la Seine.
Le 16 octobre 2021, le président de la République, Emmanuel Macron, s'est rendu sur les bords du fleuve, aux abords du pont, afin de commémorer le massacre du 17 octobre 1961. Il y a dénoncé des « crimes inexcusables pour la République ».

### Projets
Elle pourrait ultérieurement (2040) être desservie par la ligne 19 du métro de Paris.